# أوستين كوك
أوستين كوك (بالإنجليزية: Austin Cook)‏ هو لاعب غولف أمريكي، ولد في 13 مارس 1991 في ليتل روك في الولايات المتحدة.

## وصلات خارجية
- أوستين كوك على موقع رابطة لاعبي الغولف المحترفين (الإنجليزية)
- أوستين كوك على موقع التصنيف العالمي الرسمي للغولف (الإنجليزية)